# O Elixir da Longa Vida
L'Élixir de longue vie é uma novela fantástica de Honoré de Balzac, integrado em A Comédia Humana. Essa versão do mito de Don Juan surgiu em pré-publicação na Revue de Paris, em 1830, sob o título de Festin et Fin; em seguida em 1846 na edição Furne. Figura nos Estudos filosóficos da Comédia Humana.
Um dos primeiros textos assinados com o nome do autor: Honoré de Balzac, esse conto está entre os menos conhecidos do grande público, como lamenta Bernard Guyon. O texto parece artificialmente ligado aos Estudos filosóficos por um aviso "Ao Leitor" um tanto forçado. Aqui se vê claramente a influência de Ernest Theodor Amadeus Hoffmann e de seu O elixir do diabo, que Balzac certamente leu. 

## Enredo[6]
Essa novela se passa em um palácio de Ferrara: o jovem Don Juan Belvidéro (Dom João na tradução da edição brasileira organizada por Paulo Rónai) e o príncipe da casa d'Este estão reunidos para um festim acompanhados de sete jovens e belas cortesãs. Os jovens discutem e Don Juan reclama da longevidade de seu pai, Bartholoméo (Bartolomeu) Belvidéro, um riquíssimo nonagenário que sempre lhe permitiu viver em um grande luxo sem jamais impedi-lo de fazer qualquer coisa. Então, eles são interrompidos por um velho servidor que avisa o jovem de que o velho está para morrer, e Don Juan se dirige ao leito de seu pai, que lhe revela que está em posse de um frasco contendo um líquido que permitirá ressuscitá-lo. Para tanto, ele necessita da ajuda de seu filho que deve esfregá-lo por seu corpo todo após a morte. Diante do cadáver do pai, Don Juan não chega a se submeter à sua última vontade. Os servos começam a embalsamar o corpo. Vinda a noite, Don Juan decide embeber com o elixir o olho de seu pai, que imediatamente dá sinais de vida. Estupefato pela ação do misterioso líquido, Don Juan decide esmagar o olho do velho, cometendo assim um parricídio. Para não levantar suspeitas, ele enterra o pai com todo o fausto permitido e manda erguer uma estátua majestosa sobre a tumba do defunto.
Don Juan torna-se riquíssimo e verdadeiramente poderoso. Ele pode, então, se entregar livremente aos prazeres da vida e à conquista das sociedades mais altas. Ele adquire uma grande popularidade diante da sociedade mundana e mesmo do papa, e conservará por toda sua vida o frasco para assegurar sua própria ressurreição. Quando se torna, por sua vez, um homem velho e vulnerável, retira-se para um castelo não longe da cidade de San Lucar e desposa uma jovem andaluza dedicada e graciosa, chamada Dona Elvire (Elvira). Totalmente diferente de seu pai, o filho de Don Juan, Phillipe (Filipe) Belvidéro, é virtuoso e piedoso, e Dona Elvire e ele tomam conta do velho até seu último dia. Don Juan, sentindo a morte chegar, chama seu filho e pede-lhe o mesmo favor que seu pai anos atrás, mas sem lhe revelar as virtudes do líquido do frasco. Phillipe executa as instruções de seu pai e devolve pouco a pouco vida ao seu rosto, depois ao seu braço direito, com o qual o velho aperta fortemente o pescoço do jovem, que deixa cair o frasco, deixando escapar o precioso líquido. Em poucos instantes, uma multidão se forma em volta do corpo do velho, que recuperou o rosto de jovem. Diante desse  "milagre", os eclesiásticos e outras testemunhas decidem canonizar Don Juan. Uma multidão acorre para a "cerimônica da apoteose", mas durante o cântico do Te Deum , Don Juan emitiu um "bramido ao qual se juntaram as mil vozes do Inferno", passando a proferir injúrias e blasfêmias, até que sua cabeça, soltanto-se do corpo, mordeu o cérebro de um padre, matando-o. Segundo Paulo Rónai, um final "disparatado e desconexo, lembrando as produções mais horripilantes do baixo romantismo".